# Best Buy
Best Buy é uma empresa multinacional de eletrônicos dos Estados Unidos. A empresa opera nos Estados Unidos, Porto Rico, México, Canadá e China. A empresa foi fundada em 1966, por Richard M. Schulze e Gary Smoliak como uma loja especializada em áudio; em 1983, foi rebatizada com ênfase em produtos eletrônicos.
Entre as subsidiárias da Best Buy estão: CinemaNow, Geek Squad, Magnolia Audio Video, Pacific Sales e Cowboom. A Best Buy opera sob a Best Buy, Best Buy Mobile, Geek Squad, Magnolia Audio Video e Pacific Sales nos EUA; Best Buy, Geek Squad , Cell Shop , Connect Pro e Future Shop são as marcas da companhia no Canadá; Best Buy Mobile e Five Stars na China; e Best Buy, Best Buy Express e Geek Squad no México.
A Best Buy vende telefones celulares das operadoras Verizon, AT&T, Sprint, Boost e T-Mobile, em lojas e stands da Best Buy Mobile em shopping centers.
A Best Buy foi nomeado a "Empresa do Ano" pela revista Forbes em 2004, e " Melhores varejista de especialidade da década " pela Discount Store News em 2001, e classificado no ranque Top 10 das " Empresas Mais Generosas da América" pela revista Forbes em 2005, e  esta na lista da Revista Fortune de 2006, como uma das empresas mais admiradas.

## Historia
Em 1966, Richard M. Schulze e um parceiro de negócios abriram a Sound of Music, uma loja de eletrônicos especializada em aparelhos de som de alta fidelidade em Saint Paul, Minnesota. Schulze financiou a abertura de sua primeira loja com suas economias pessoais e utilizou como segunda hipoteca a casa de sua família. Em 1967, Sound of Music adquiriu Kencraft Hi-Fi Company and Bergo Company. Sound of Music arrecadou US $ 1 milhão em receita e fez cerca de US $ 58.000 em lucros em seu primeiro ano. Em 1969, Schulze comprou seu parceiro de negócios, Sound of Music que já tinha três lojas e a empresa tornou-se uma empresa de capital aberto listada na bolsa NASDAQ.
Em 1978, Sound of Music operava nove lojas em Minnesota. Em 1981,um tornado atinigiu Minnesota, onde estava a maior loja e mais rentável da Sound of Music. O telhado da loja foi cortado fora e a loja foi totalmente destruída, mas a despensa ficou intacta. Por conta disso, Schulze decidiu fazer uma "Promoção do Tornado" do estoque danificado e em excesso, no estacionamento da loja. Ele acabou com o restante do seu orçamento de marketing em publicidade à venda, promevendo "melhores compras " em tudo. Sound of Music ganhou mais dinheiro durante aquele período de vendas de quatro dias do que em um mês típico.
Em 1983, com sete lojas e US$ 10 milhões em vendas anuais, Sound of Music foi renomeado Best Buy Company, Inc. A empresa também expandiu suas ofertas de produtos para incluir eletrodomésticos e videocassetes, em uma tentativa de expandir sua base de clientes, que na época eram homens e mulheres entre 15 e 18 anos de idade. Mais tarde, naquele ano, Best Buy abriu sua primeiro mega loja em Minnesota. A localização em Burnsville contou com um grande volume, um modelo de negócio de baixo preço, que foi copiado de Shulze do sucesso da "Promoção do Tornado", em 1981. Em seu primeiro ano, a loja de Burnsville todas as lojas da Best Buy.